# Liste de peintures de Jean-Baptiste Greuze
Cet article fournit une liste de tableaux du peintre français Jean-Baptiste Greuze.

## Chronologie
| Tableau | Titre | Date                    | Dimensions                             | Référence                    | Lieu de conservation                                                     |
| ------- | --- | ----------------------- | -------------------------------------- | ---------------------------- | ------------------------------------------------------------------------ |
|         | Jeune fille à la poupée | vers 1750               | huile sur toile 65 × 55 cm             | Musée                        | Musée de l'Ermitage Saint-Pétersbourg                                    |
|         | Le Jeune Homme au chapeau | 1750                    | huile sur toile 61 × 50 cm             | Musée                        | Musée de l'Ermitage Saint-Pétersbourg                                    |
|         | Louis de Silvestre | vers 1754               | huile sur toile 73 × 60 cm             | Musée                        | Alte Pinakothek, Munich                                                  |
|         | Le Petit Paresseux | 1755                    | huile sur toile 65 × 54 cm             | Musée                        | Musée Fabre, Montpellier                                                 |
|         | La Lecture de la Bible ou Un Père de famille expliquant la Bible à ses enfants                                                    | 1755                    | huile sur toile 65 × 82 cm             |                              | Musée du Louvre, Paris                                                   |
|         | Joseph, modèle de l'Académie | 1755                    | huile sur toile 68 × 58 cm             | Base Atlas                   | Musée du Louvre, Paris                                                   |
|         | L'Aveugle trompé | vers 1755               | huile sur toile 66 × 54 cm             |                              | Musée Pouchkine, Moscou, transfert du Palais Yusupov (Saint-Petersbourg) |
|         | Jeune berger tenant une fleur pendant de La Simplicité                                                                            | avant 1756              | huile sur toile 72 × 59 cm             | Musée                        | Petit Palais, Paris                                                      |
|         | La Simplicité pendant de Jeune berger tenant une fleur                                                                            | 1759                    | huile sur toile 71 × 60 cm             | Musée                        | Musée d'art Kimbell, Fort Worth                                          |
|         | Le Petit Boudeur | avant 1757              | huile sur toile 40 × 32 cm             | Catalogue Christie's         | Collection privée Vente Christie's 2005                                  |
|         | Les Œufs cassés | 1756                    | huile sur toile 65 × 82 cm             | Musée                        | Metropolitan Museum of Art, New York,                                    |
|         | Portrait de l'abbé Louis Gougenot                                                                                                 | 1757                    | huile sur toile 60 × 53 cm             | Musée                        | Musée des beaux-arts de Dijon                                            |
|         | Jeune garçon avec son livre de classe                                                                                             | 1757                    | huile sur toile 62 × 49 cm             | Musée                        | Galerie nationale d'Écosse, Édimbourg                                    |
|         | Le Geste napolitain | 1757                    | huile sur toile 60 × 53 cm             | Musée                        | Worcester Art Museum                                                     |
|         | Le Guitariste | 1755-1757               | huile sur toile 64 × 48 cm             | Musée                        | Musée national de Varsovie.                                              |
|         | Le Guitariste ou Un oiseleur qui, au retour de la chasse, accorde sa guitare                                                      | 1757                    | huile sur toile 70 × 57 cm             | Musée                        | Musée d'arts de Nantes                                                   |
|         | Le Garçon au chien | vers 1757               | huile sur toile 60 × 50 cm ovale       | Musée                        | Wallace Collection, Londres                                              |
|         | Portrait de Marie Angélique Vérany de Varennes Mme Georges Gougenot de Croissy                                                    | 1757                    | huile sur toile 31 ¹⁄₂ × 241/4 in      | Musée                        | Musée d'art de La Nouvelle-Orléans                                       |
|         | Portrait de George Gougenot de Croissy 1721-1784                                                                                  | vers 1758               | huile sur toile 81 × 64 cm             | Musée                        | Musées royaux des beaux-arts de Belgique, Bruxelles                      |
|         | Anne-Marie de Bricqueville de Laluserne Marquise de Bezons                                                                        | vers 1759               | huile sur toile 94 × 76 cm             | Musée                        | Baltimore Museum of Art                                                  |
|         | Ange Laurent de La Live de Jully                                                                                                  | vers 1759               | huile sur toile 117 × 88 cm            | Musée                        | National Gallery of Art, Washington                                      |
|         | La Pelote de laine | vers 1759               | huile sur toile 75 × 61 cm             | Musée                        | Frick Collection, New York                                               |
|         | Silence | salon de 1759           | huile sur toile 62 × 50 cm             | Collection                   | Royal Collection                                                         |
|         | La nymphe Egine ou la princesse Danaé recevant la visite de Jupiter                                                               | Vers 1760-1770          | huile sur toile, esquisse 33 × 41 cm   | Base Atlas                   | Musée du Louvre, Paris                                                   |
|         | Petit Garçon blond à la chemise ouverte                                                                                           | vers 1760               | huile sur toile 40 × 32 cm             | Musée                        | Musée Cognacq-Jay, Paris                                                 |
|         | Portrait du Marquis de Saint-Paul                                                                                                 | vers 1760               | huile sur toile 55 × 45 cm             | Musée                        | Rijksmuseum, Amsterdam                                                   |
|         | Jeune femme au fichu blanc | vers 1760               | huile sur toile 48 × 41 cm             | Catalogue Sotheby's          | Collection privée Vente Sotheby's 2015                                   |
|         | L'Accordée de village | 1761                    | huile sur toile 92 × 117 cm            | Base Atlas                   | Musée du Louvre, Paris                                                   |
|         | L'Enfant gâté | début années 1760       | huile sur toile 66 × 56 cm             | Musée                        | Musée de l'Ermitage, Saint-Petersbourg                                   |
|         | Étude de jeune homme | vers 1760               | huile sur toile 56 × 46 cm             | Musée                        | Clark Art Institute, Williamstown                                        |
|         | La Blanchisseuse | 1761                    | huile sur toile 41 × 33 cm             | Musée                        | Getty Center, Los Angeles                                                |
|         | Tête d'une jeune fille avec un bonnet                                                                                             | 1760-1768               | huile sur toile 41 × 33 cm             | Musée                        | Musée de l'Ermitage, Saint-Petersbourg                                   |
|         | Tête de fille à la charlotte | vers 1761               | huile sur toile 40 × 31 cm             | Musée                        | Musée Pouchkine, Moscou Transfert du Palais Yusupov                      |
|         | Mozart | vers 1762               | huile sur toile 45 × 34 cm             | Musée                        | Yale University Art Gallery, New Haven                                   |
|         | Le Miroir brisé | 1762-1763               | huile sur toile 56 × 45 cm             | Musée                        | Wallace Collection, Londres                                              |
|         | Le Tendre ressouvenir ou La Veuve inconsolable                                                                                    | 1762-1763               | huile sur toile 40 × 32 cm             | Musée                        | Wallace Collection, Londres                                              |
|         | La Piété filiale ou Le Paralytique                                                                                                | 1763                    | huile sur toile 115 × 146 cm           | Musée                        | Musée de l'Ermitage, Saint-Petersbourg                                   |
|         | La Piété filiale ou Le Paralytique secouru par ses enfants                                                                        | 1763                    | huile sur toile 70 × 57 cm             |                              | Musée Fabre, Montpellier                                                 |
|         | Tête de jeune garçon | 1763                    | huile sur toile 48 × 39 cm             | Musée                        | Metropolitan Museum of Art, New York                                     |
|         | Portrait du graveur Georges Wille                                                                                                 | 1763                    | huile sur toile 59 × 49 cm             | Catalogue Gallica 2012 Musée | Musée Jacquemart-André, Paris                                            |
|         | Charles Claude de Flahaut (1730–1809) Comte d'Angiviller                                                                          | 1763                    | huile sur toile 64 × 54 cm             | Musée                        | Metropolitan Museum of Art, New York                                     |
|         | Portrait de Charles Claude de Flahaut, Comte d'Angiviller                                                                         | vers 1763               | huile sur toile 64,1 × 54 cm           | Musée                        | Musée de la Cour d'Or, Metz                                              |
|         | Le Petit Boudeur | avant 1764              | huile sur toile 46 × 38 cm             | Catalogue Christie's         | Collection privée Vente Christie's 2010                                  |
|         | La Polonaise | vers 1765               | huile sur toile 45 × 38 cm             | Catalogue Sotheby's          | Collection privée Vente Sotheby's 2013                                   |
|         | Jeune fille qui pleure son oiseau mort                                                                                            | 1765                    | huile sur toile 53 × 46 cm             | Musée                        | Galerie nationale d'Écosse, Edimbourg                                    |
|         | Jean Jacques Caffiéri (1725–1792), sculpteur                                                                                      | vers 1765               | huile sur toile 64 × 53 cm             | Musée                        | Metropolitan Museum of Art, New York                                     |
|         | Portrait présumé du Chevalier de Damery                                                                                           | vers 1765               | huile sur toile 65 × 55 cm             | Musée                        | Musée des beaux-arts de Boston                                           |
|         | Portrait d'un artiste dit aussi de L'Architecte Ange Jacques Gabriel ou de Greuze lui-même                                        | années 1760             | huile sur toile 65 × 54 cm             | Musée                        | Musée du Louvre, Paris                                                   |
|         | Portrait d'un officier des Dragons                                                                                                | années 1760             | huile sur toile 63 × 50 cm             | Catalogue Christie's         | Collection privée Vente Christie's 2014                                  |
|         | Jeune fille | vers 1765               | huile sur toile 45 × 37 cm             | Base Joconde                 | Musée Condé, Chantilly                                                   |
|         | Portrait de Claude Henri Watelet (1718-1786) financier et amateur d’art                                                           | Salon de 1765           | huile sur toile 115 × 188 cm           | Base Atlas                   | Musée du Louvre, Paris                                                   |
|         | Jeune fille en robe blanche | vers 1765               | huile sur toile 46 × 38 cm             | Musée                        | Wallace Collection, Londres                                              |
|         | La Rêveuse buste de jeune femme                                                                                                   | avant 1775              | huile sur toile 46 × 38 cm             | Catalogue Christie's         | Collection privée Vente Sotheby's 2014                                   |
|         | La Rêveuse buste de jeune femme                                                                                                   | 1765–1769               | huile sur toile 45 × 38 cm             | Musée                        | Musée d'art de Dallas                                                    |
|         | La Rêveuse buste de jeune femme                                                                                                   | 1765–1769               | huile sur toile 40 × 33 cm             | Musée                        | Collection privée Vente Christie's 2017                                  |
|         | Portrait d'une des filles de l'artiste dans une paire                                                                             | 1766                    | huile sur toile 41 × 33 cm             | Connaissance des arts no 638 | Collection privée Vente Dreweatt Neate 2006                              |
|         | Cimon et Pero : La Charité romaine                                                                                                | vers 1767               | huile sur toile 65 × 81 cm             | Musée                        | Getty Center, Los Angeles                                                |
|         | Egine visitée par Jupiter | 1767-1769               | huile sur toile 147 × 196 cm           | Musée                        | Metropolitan Museum of Art, New York                                     |
|         | Loth et ses filles | avant 1769              | huile sur toile 74 × 80 cm             | Base Atlas                   | Musée du Louvre, Paris                                                   |
|         | Portrait d’Etienne Jeaurat (1699-1789), peintre                                                                                   | Salon de 1769           | huile sur toile 81 × 65 cm             | Base Atlas                   | Musée du Louvre, Paris                                                   |
|         | Portrait du duc de Saxe-Coburg-Gotha                                                                                              | vers 1769               | huile sur toile 64 × 55 cm             | Base Agorha                  | Musée du Château de Friedenstein, Gotha                                  |
|         | Portrait du duc de Saxe-Coburg-Gotha                                                                                              | vers 1769               | huile sur toile 65 × 54 cm             | Petit journal du 47          | Musée des Beaux-Arts d'Agen Dépôt du Louvre                              |
|         | Le Tendre désir | vers 1769               | huile sur toile 40 × 32 cm             | Base POP                     | Musée Condé, Chantilly                                                   |
|         | Autoportrait | vers 1769               | huile sur bois 65 × 51 cm              | Base Atlas                   | Musée du Louvre, Paris                                                   |
|         | Autoportrait | vers 1769               | huile sur toile 73 × 59 cm             | Base Atlas                   | Musée du Louvre, Paris                                                   |
|         | L'Empereur Sévère reprochant à Caracalla, son fils, d'avoir voulu l'assassiner                                                    | 1769                    | huile sur toile 124 × 160 cm           | Base Atlas                   | Musée du Louvre, Paris                                                   |
|         | Madame de Champcenetz | 1770                    | huile sur toile 67 × 56,8 cm           | Drouot                       | Ancienne collection du château de Franquetot, vente Daguerre 2022        |
|         | Fille avec une lettre | vers 1770               | huile sur toile 71 × 58 cm             | Musée                        | Musée Pouchkine, Moscou                                                  |
|         | Portrait de Nicolas-Pierre-Baptiste Anselme dit Baptiste l'Aîné (1761-1835)                                                       | années 1770             | huile sur panneau 69 × 59 cm           | Catalogue Christie's         | Collection privée Vente Christie's 2003                                  |
|         | Portrait de femme dite Sophie Arnould (1744–1802)                                                                                 | vers 1770               | huile sur toile 50 × 39 cm             | Musée                        | Wallace Collection, Londres                                              |
|         | Jeune Fille avec une écharpe de gaze                                                                                              | vers 1770               | huile sur toile 56 × 45 cm             | Musée                        | Wallace Collection, Londres                                              |
|         | Jeune fille au panier | 1770-1780               | huile sur toile 46 × 38 cm             | Musée                        | Musée Fabre, Montpellier                                                 |
|         | Jeune fille vue de dos | 1770-1780               | huile sur toile 45 × 37 cm             | Musée                        | Musée Fabre, Montpellier                                                 |
|         | La Cruche cassée | 1771                    | huile sur toile 109 × 87 cm            | Base Atlas                   | Musée du Louvre, Paris                                                   |
|         | La Prière à l'Amour, dit aussi L'Offrande à l'Amour                                                                               | avant 1775              | huile sur toile 46 × 38 cm             | Catalogue Christie's         | Collection privée Vente Christie's 2018                                  |
|         | La Laitière | 1772-1773               | huile sur toile 106 × 86 cm            | Base Atlas                   | Musée du Louvre, Paris                                                   |
|         | La Dame de charité | 1772-1775               | huile sur toile 46 × 38 cm             | Base Joconde                 | Musée des beaux-arts de Lyon                                             |
|         | Portrait de Randon de Boisset (1709-1776) en costume espagnol                                                                     | 1772-1775               | huile sur toile 73 × 58 cm             | Base RKD                     | Szépmüvészeti Múzeum, Budapest                                           |
|         | Le Gâteau des rois | 1774                    | huile sur toile 46 × 38 cm             | Base Joconde                 | Musée Fabre, Montpellier                                                 |
|         | Jeune garçon | après 1775              | huile sur toile 40 × 32 cm             | Base Joconde                 | Musée Condé, Chantilly                                                   |
|         | Petit Garçon au gilet rouge | 1775-1780               | huile sur toile 40 × 32 cm             | Musée                        | Musée Cognacq-Jay, Paris                                                 |
|         | Portrait du comte Andrei Petrovich Shuvalov sénateur de Catherine II                                                              | 1776-1781               | huile sur toile 60 × 50 cm             | Musée                        | Musée Pouchkine, Moscou                                                  |
|         | Portrait de la Comtesse Ekaterina Chouvalova                                                                                      | vers 1770               | huile sur toile 60 × 50 cm             | Musée                        | Musée de l'Ermitage, Saint-Petersbourg                                   |
|         | Le Prince Alexandre Stroganoff | 1777-1778               | huile sur toile 46 × 38 cm             | Base Joconde                 | Musée des beaux-arts de Besançon                                         |
|         | Portrait du comte Stroganov enfant                                                                                                | 1778                    | huile sur toile 50 × 40 cm             | Musée                        | Musée de l'Ermitage, Saint-Pétersbourg                                   |
|         | Le Fils ingrat ou La Malédiction paternelle                                                                                       | 1777                    | huile sur toile 130 × 162 cm           | Base Atlas                   | Musée du Louvre, Paris                                                   |
|         | Le Fils puni | 1778                    | huile sur toile                        | Base Atlas                   | Musée du Louvre, Paris                                                   |
|         | Jeune fille en prière | 1779                    | huile sur panneau 40 × 32 cm           | Catalogue Christe's          | Collection privée Vente Christie's 2004                                  |
|         | Autoportrait | vers 1780               | huile sur toile 55 × 46 cm             | Musée                        | Musée de l'Ermitage, Saint-Pétersbourg                                   |
|         | Étude de tête de femme | vers 1780               | huile sur bois 47 × 41 cm              | Musée                        | Metropolitan Museum of Art, New York                                     |
|         | Tête de jeune femme | vers 1780               | huile sur bois 41 × 32 cm              | Musée                        | Metropolitan Museum of Art, New York                                     |
|         | La Prière du matin | vers 1780               | huile sur panneau                      | Musée                        | Musée Fabre, Montpellier                                                 |
|         | Tête de jeune garçon | vers 1780               | huile sur toile 39 × 31 cm             | Musée                        | Wallace collection, Londres                                              |
|         | Bacchante | vers 1780               | huile sur toile 46 × 37 cm             | Musée                        | Wallace collection, Londres                                              |
|         | Jeune femme qui écoûte | vers 1780               | huile sur panneau d'acajou 48 × 39 cm  | Musée                        | Wallace collection, Londres                                              |
|         | Le Chapeau blanc | vers 1780               | huile sur toile 57 × 46 cm             | Musée                        | Musée des beaux-arts de Boston                                           |
|         | Portrait de Madame Mercier | vers 1780               | huile sur toile 63 × 52 cm             | Musée                        | Musée des beaux-arts de Montréal                                         |
|         | Jeune fille | vers 1780               | huile sur bois 40 × 23 cm              | Musée                        | Musée Fabre, Montpellier                                                 |
|         | Jeune fille aux mains jointes | vers 1780               | huile sur toile 41 × 38 cm             | Musée                        | Musée Fabre, Montpellier                                                 |
|         | Princess Varvara Nikolaevna Gagarina (1762–1802)                                                                                  | 1780–1782               | huile sur toile 80 × 63 cm             | Musée                        | Metropolitan Museum of Art, New York                                     |
|         | Le Petit mathématicien | 1780-1800               | huile sur toile 64 × 53 cm             | Musée                        | Musée Fabre, Montpellier                                                 |
|         | Portrait de Charles-Paul-Jean-Baptiste de Bourgevin de Vialart de Saint-Morys conseiller à la Grand-Chambre du Parlement de Paris | 1782-1784?              | huile sur bois 66 × 53 cm              | Musée                        | Musée d'arts de Nantes                                                   |
|         | Portrait de Charles-Étienne de Bourgevin de Vialart, comte de Saint-Morys, enfant pendant de Charles-Paul son père                | 1782-1784?              | huile sur bois 65 × 54 cm              | Musée                        | Musée d'arts de Nantes                                                   |
|         | Psyché couronnant l'amour | 1785-1790               | huile sur toile 147 × 180 cm           | Musée                        | Palais des beaux-arts de Lille                                           |
|         | Madame Jean-Baptiste Nicolet (Anne Antoinette Desmoulins, 1743–1817) actrice                                                      | fin des années 1780     | huile sur bois 64 × 53 cm              | Musée                        | Metropolitan Museum of Art, New York                                     |
|         | Psyché | 1786                    | huile sur panneau d'acajou 44 × 38 cm  | Musée                        | Wallace Collection, Londres                                              |
|         | L'Innocence entraînée par l'Amour ou Le triomphe de l'Hymen                                                                       | Vers 1786               | huile sur toile 1,46 × 1,96 cm         | Base Atlas                   | Musée du Louvre, Paris                                                   |
|         | Portrait de jeune femme dit auparavant à tort Portrait de Sophie Arnould                                                          | vers 1786               | huile sur toile 61 × 50 cm             | Musée                        | Wallace Collection, Londres                                              |
|         | Le Souvenir | 1787-1789               | huile sur toile 52 × 42 cm             | Musée                        | Wallace Collection, Londres                                              |
|         | Volupté | 1789-1790               | huile sur toile 46 × 37 cm             | Musée                        | Musée Pouchkine, Moscou Transfert du Palais Yusupov                      |
|         | Nicolas-Pierre-Baptiste Anselme dit Baptiste aîné                                                                                 | vers 1790               | Pastel sur papier crème 42 × 34 cm     | Musée                        | Frick Collection, New York                                               |
|         | Portrait de garçon | vers 1790               | huile sur toile 41 × 32 cm             | Catalogue Sotheby's          | Collection privée Vente Sotheby's 2015                                   |
|         | Portrait d'une femme en costume turc de fantaisie                                                                                 | vers 1790               | huile sur toile 117 × 91 cm            | Musée                        | Los Angeles County Museum                                                |
|         | L'Envol de Cupidon une torche à la main                                                                                           | vers 1790               | huile sur panneau d'acajou 27 × 22 cm  | Musée                        | Wallace Collection, Londres                                              |
|         | Portrait de jeune femme | 1790-1805               | huile sur panneau 46 × 37 cm           | Musée                        | Musée des Beaux-Arts de Houston                                          |
|         | Portrait de jeune femme | vers 1800               | huile sur panneau 46 × 37 cm           | Catalogue Christie's         | Collection privée Vente Christie's 2006                                  |
|         | L'Innocence | avant 1794              | huile sur panneau en acajou 63 × 53 cm | Musée                        | Wallace Collection, Londres                                              |
|         | Jeune femme avec des colombes | 1799-1800               | huile sur panneau d'acajou 70 × 59 cm  | Musée                        | Wallace Collection, Londres                                              |
|         | La Surprise | vers 1800               | huile sur toile 47 × 38 cm             | Base Joconde                 | Musée Condé, Chantilly                                                   |
|         | L'Oiseau mort ou La Délicatesse                                                                                                   | Salon de 1800           | huile sur toile 68 × 55 cm             | Base Atlas                   | Musée du Louvre, Paris                                                   |
|         | Jeune fille en robe bleue | vers 1800               | huile sur panneau d'acajou 40 × 32 cm  | Musée                        | Wallace Collection, Londres                                              |
|         | Portrait du peintre Edouard Bertin (1797-1871), enfant                                                                            | Peut-être Salon de 1801 | huile sur bois 46 × 36 cm              | Base Atlas                   | Musée du Louvre, Paris                                                   |
|         | Le Premier sillon | vers 1801               | huile sur toile 118 × 148 cm           | Musée                        | Musée Pouchkine, Moscou                                                  |
|         | Ariane | 1803-1804               | huile sur panneau d'acajou 49 × 43 cm  | Musée                        | Wallace Collection, Londres                                              |
|         | Portrait de Florentius Josephus van Ertborn                                                                                       | 1804                    | huile sur panneau 65 × 53 cm           | Catalogue Sotheby's          | Collection privée Vente Sotheby's 2011                                   |
|         | Portrait de Michel-Nicolas Hussard                                                                                                | vers 1805               | huile sur toile 73 × 59 cm             | Musée                        | Musée d'arts de Nantes                                                   |
|         | Fille avec un foulard noir sur la tête                                                                                            | Début XIXe              | huile sur toile 59 × 48 cm             | Musée                        | Musée Pouchkine, Moscou                                                  |

## Dates non documentées
| Tableau | Titre                                                    | Date | Dimensions                      | Référence                    | Lieu de conservation                                           |
| ------- | -------------------------------------------------------- | ---- | ------------------------------- | ---------------------------- | -------------------------------------------------------------- |
|         | Portrait présumé de Madame de Porcin                     |      | huile sur toile 72 × 57 cm      | Musée                        | Musée des Beaux-Arts d'Angers                                  |
|         | Portrait d'enfant                                        |      | huile sur toile                 |                              | Musée Granet, Aix-en-Provence                                  |
|         | L'Inconsolable                                           |      | huile sur toile 46 × 37 cm      | Musée                        | Musée des Beaux-Arts de Bordeaux                               |
|         | Jeune Femme effrayée par l'orage                         |      | huile sur bois 73 × 58 cm       | Musée                        | Musée des Beaux-Arts de Bordeaux                               |
|         | Tête de jeune femme                                      |      | huile sur toile 37 × 28 cm      | Musée                        | Musée des Beaux-Arts de Dijon                                  |
|         | La jeune Fille à la colombe                              |      | huile sur bois 64 × 53 cm       | Musée                        | Musée de la Chartreuse                                         |
|         | Veuve et son curé                                        |      | huile sur toile 128 × 160 cm    | Musée                        | Musée de l'Ermitage, Saint-Petersbourg                         |
|         | Tête d'une jeune fille en tunique bleutée                |      | pastel sur parchemin 40 × 32 cm | Musée                        | Musée de l'Ermitage, Saint-Petersbourg                         |
|         | Une fillette                                             |      | huile sur bois 40 × 31 cm       | Musée                        | Musée Fabre, Montpellier                                       |
|         | Fabre d'Églantine                                        |      | huile sur toile 60 × 49 cm      | Base Atlas                   | Musée du Louvre, Paris                                         |
|         | L'Éffroi                                                 |      | pastel sur papier               | Base Atlas                   | Musée du Louvre, Paris                                         |
|         | Portrait de jeune femme (atelier)                        |      | huile sur toile 73 × 58 cm      | Base Atlas                   | Musée du Louvre, Paris                                         |
|         | Fille aux cheveux lâchés                                 |      | huile sur toile 74 × 59 cm      | Musée                        | Musée Pouchkine, Moscou                                        |
|         | Tête d'enfant                                            |      | huile sur toile 42 × 34 cm      | Musée                        | Musée Pouchkine, Moscou                                        |
|         | Jeune fille au ruban bleu                                |      | huile sur toile 45 × 39 cm      | Base POP                     | Musée des Beaux-Arts de Rennes                                 |
|         | Portrait d Esprit Bacculard                              |      |                                 | Musée                        | Musée Saint-Loup, Troyes                                       |
|         | La Nymphe Callisto                                       |      | huile sur toile 44 × 38 cm      | Musée                        | Nationalmuseum, Stockholm                                      |
|         | La Jeune Fille à la colombe                              |      | huile sur toile 65 × 54 cm      | Catalogue Christie's         | Collection privée Vente Christie's 2003                        |
|         | Lubin et Annette                                         |      | huile sur toile 61 × 51 cm      | Catalogue Christie's         | Collection privée Vente Christie's 2017                        |
|         | Une petite fille à la fenêtre                            |      | huile sur panneau 48 × 40 cm    | Catalogue Christie's         | Collection privée Vente Christie's 2012                        |
|         | Le Petit mathématicien                                   |      | huile sur toile 46 × 38 cm      | Catalogue Christie's         | Collection privée Vente Christie's 1997                        |
|         | L'Ermite ou le Distributeur de rosaires                  |      | huile sur toile 113 × 147 cm    | Catalogue Sotheby's          | Collection privée Vente Sotheby's 2013                         |
|         | Portrait de Cambacérès Jean-Jacques Régis de (1753-1824) |      | huile sur toile                 | Réunion des musées nationaux | Musée des Beaux-Arts de Chartres                               |
|         | L'Effroi                                                 |      | huile sur toile 47,5 × 41,5 cm  | Musée                        | Musée d'Art moderne et contemporain de Saint-Étienne Métropole |

## Citations de l'oeuvre de Jean-Baptiste Greuze
La jeune fille aux mains jointes et Jean-Baptiste Greuze sont cités dans "La Vallée de la Peur" de Arthur Conan Doyle. Le tableau aurait été situé au-dessus du bureau du Pr Moriarty. 